# Chrysopogon megalius
Chrysopogon megalius là một loài ruồi trong họ Asilidae. Chrysopogon megalius được Clements miêu tả năm 1985.